# Kaplica Matki Boskiej Częstochowskiej w Lasku Mogilskim
Kaplica Matki Boskiej Częstochowskiej – kaplica rzymskokatolicka znajdująca się we wschodniej części Krakowa, w Nowej Hucie przy ul. Longinusa Podbipięty w dawnej wsi Mogiła w południowo-zachodniej części Lasku Mogilskiego. Należy do parafii św. Bartłomieja.
Mogilscy pielgrzymi kupili w dniu 5 maja 1928 roku w Częstochowie obraz Matki Bożej, drukowany na zwykłym papierze, przyklejony do szyby z fazowanymi krawędziami.
Zbudowano dla niego skrzynkową kapliczkę i poświęcono w dniu 1 lipca 1928 w kościele oo. bernardynów a potem przeniesiono w uroczystej procesji wiślanymi wałami do Lasu Mogilskiego. Tam zawieszono kapliczkę na dębie.
Pierwsza kaplica powstała w 1947 roku z inicjatywy Tadeusza Lamota jako wotum wdzięczności za ocalenie Mogiły i Krakowa od zniszczeń drugiej wojny światowej. Budowniczym był cieśla z Łęgu, Jan Figlarz. Obraz umieszczono na zewnątrz, w jej szczycie.
Po uszkodzeniu obrazu przez wandali w 1973 roku, został on przeniesiony do wnętrza kaplicy.
W 1983 roku z uwagi na zniszczenie dachu i drewnianej konstrukcji, kaplicę rozebrano. W 1986 mieszkańcy Mogiły i Łęgu w czynie społecznym i dzięki staraniom ówczesnego proboszcza Mogiły, o. Bolesława Kozyry Ocist, wybudowali na tym samym miejscu nową, większą kaplicę, zachowując proporcjonalnie kształty poprzedniej.
W kaplicy, w 2000 roku, zawieszono dzwon noszący imię Jan Paweł II-Papież a odlany w Odlewni Dzwonów Janusza Felczyńskiego w Przemyślu. Po raz pierwszy zadzwonił on na Anioł Pański dnia 22 października 2000 roku, w 22 rocznicę inauguracji pontyfikatu Jana Pawła II.